# سارا ساترن
سارا ساترن (به انگلیسی : Sara Viola Warmbrodt ؛ زادهٔ ۲۱ اوت ۱۸۹۵ – درگذشته ۱۱ سپتامبر ۱۹۹۴) بازیگر آمریکایی و مادر الیزابت تیلور، بازیگر بود.

## زندگی و حرفه
ساترن به عنوان  تنها دختر از هفت فرزند الیزابت آن (با نام خانوادگی ویلسون) و ساموئل سیلوستر وارمبرودت، پسر ساموئل وارمبرودت، از سوئیس بود. سارا ویولا وارمبرود در آرکانزاس سیتی، کانزاس به دنیا آمد. او پنج برادر داشت. المر اس.، هارولد، ویلسون مانتور، هری وینسنت و کالوین اس. وارمبروت، چهار نفر از آنها در دوران نوزادی مردند.
اولین فیلم او در یکی از شعله های آتش (۱۹۱۴) بود که در مزرعه ۱۰۱ برادران میلر فیلمبرداری شد. ساترن تا زمانی که اولین بازی خود را در برادوی در فیلم خنجر (۱۹۲۵) انجام داد، یک هنرپیشه کارکشته بود. او سپس در فیلم عشق پدران و مادران  (۱۹۲۶) ظاهر شد. در این مدت، او در نمایش‌هایی در سراسر ایالات متحده، از جمله سالن‌های تئاتر مرکز شهر لس‌آنجلس، بازی کرد.
او در سال ۱۹۲۶ در شهر نیویورک با فروشنده آثار هنری فرانسیس لن تیلور ازدواج کرد. آنها والدین هاوارد تیلور (۲۷ ژوئن ۱۹۲۹- ۳۱ اوت ۲۰۲۰) و ستاره سینما ، الیزابت تیلور (۲۰۱۱– ۱۹۳۲) بودند. ساترن پس از ازدواج از صحنه بازیگری بازنشسته شد و دیگر هرگز بازی نکرد. پس از چندین سال زندگی در انگلستان ، جایی که فرزندان او به دنیا آمدند، آنها به ایالات متحده بازگشتند. او که در لس آنجلس ، کالیفرنیا زندگی می کرد، خود را وقف خانواده و حرفه سینمای دخترش کرد.
ساترن در ۱۱ سپتامبر ۱۹۹۴، کمتر از یک ماه پس از تولد ۹۹ سالگی خود در پالم اسپرینگز ، کالیفرنیا درگذشت. او در گورستان وست‌وود ، لس آنجلس به خاک سپرده شده است.